# Dom Pollacka (Tel Awiw)
Dom Pollacka (hebr. בית פולאק, Bejt Pollack) – zabytkowy dom w osiedlu Lew ha-Ir w zachodniej części miasta Tel Awiw, w Izraelu.

## Historia
Budynek został wybudowany w 1912 przez dwóch założycieli miasta, Michaela Pollacka i Zalmana Olitzky'ego, którzy razem kupili działkę pod budowę domu. Na parterze zamieszkał Pollack z żoną, a na piętrze zamieszkał prawnik Olitzky. Dom jest przykładem architektury w stylu międzynarodowym.
Budynek wchodzi w skład zespołu miejskiego Białego Miasta Tel Awiwu, który został w 2003 umieszczony na Liście światowego dziedzictwa UNESCO, jako największe na świecie skupisko budynków modernistycznych.